# Fermín María Álvarez Mediavilla
Fermín María Álvarez Mediavilla (Saragossa, 1833 - Barcelona, 15 de juliol de 1898) fou un compositor aragonès establert a Barcelona que inclús està identificat com a compositor de sardanes.
Fou oficial de l'armada, i deixà la carrera per dedicar-se a la música; un dels seus mestres fou Rossini. A més d'algunes sardanes se li deuen belles i inspirades cançons espanyoles de les quals cal citar: Los ojos negros, Berceuse; A mi madre; ¡No volveran!; Consejos; La niña pobre; Albadas; La matancera; La niña de ojos azules; Yo no quiero morirme; La despedida; Cançó sardana; Desenganyat; La mantilla; Aragón; La moza de rumbo; Lejos de mi tierra; La guitarra; La pandereta; Gracia española.

## Biografia
Va néixer a Saragossa i la seva família es va traslladar a Palamós (Girona) quan era un nen. En aquesta ciutat va rebre una formació musical rutinària.
Se sap que va fer un viatge a Cuba, on va conèixer a músics com ara Nicolás Ruiz i Teresa Carreño. Després d'aquest viatge es va establir a Madrid, on va contraure matrimoni amb Eulalia Goicoerrotea, aristòcrata i excel·lent cantant aficionada.
Des del moment en què es va establir en la capital espanyola es va dedicar a la promoció de joves artistes, oferint a aquesta finalitat grans quantitats de diners. D'igual manera va contribuir a la dinamització de la vida musical de la ciutat celebrant reunions filharmòniques que al temps es tornarien famoses.
Les seves reunions de saló van ser una plataforma d'impuls per a músics com Felip Pedrell, José Inzenga i Miguel Marqués. En elles se celebraven concerts, audicions, primícies d'estrenes pròximes i, ocasionalment, es representava alguna obra teatral o operística, tal com va ser el cas de l'òpera còmica El metge a bastonades de Gounod, que es va interpretar en 1872 en el seu saló situat al carrer Fuencarral, en una versió reinstrumentada pel mateix Álvarez.
Cal agregar que a aquestes tertúlies no solament van assistir músics, sinó també poetes, periodistes i pintors, tals com Manuel del Palau i Eusebio Blasco, entre d'altres.
Va ser en una d'aquestes reunions que Pedrell va tenir l'ocasió de fer amistat amb Álvarez. Fruit d'això va fer una audició d'obres inèdites del músic català, amb motiu de la seva pròxima estrena en el Teatre Real en 1876. En aquesta trobada, Pedrell va poder conèixer a Hilarión Eslava, Francisco A. Barbieri, Emilio Arrieta i José Inzenga.
Cada any la família Álvarez feia un viatge a París, on es relacionaven amb l'elit musical d'aquesta ciutat, destacant la seva amistat amb Rossini, Auber i Meyerbeer.
Va morir el 15 de juliol de 1898 a la seva casa de la Vila de Gràcia, Barcelona.

## Obra
La música que s'interpretava en les tertúlies dels Álvarez era sovint en les sales de la segona meitat del segle xix: algunes obres de cambra, música per a piano (generalment obres virtuoses del gènere de la variació i la fantasia sobre temes operístics coneguts), i també música per a cant i piano. Aquestes últimes solien ser interpretades pels assistents, ja fossin amateurs o professionals, i solien ser àries o cavatines d'òpera, així com romances de sarsueles, o cançons espanyoles.
Segons Begoña Gimeno Arlanzón, entre la dècada de 1840 i la Revolució de 1868 l'activitat musical se centra en els teatres i, amb màxim auge, en els cafès i els salons de l'aristocràcia i de la burgesia. En aquests espais d'entreteniment van germinar moltes vegades diferents societats musicals, dedicades a la programació de concerts.
Les melodies d'Álvarez van aconseguir popularitat immediata i gran reputació, la qual cosa li va valer el reconeixement unànime per part dels crítics i personalitats importants de l'Espanya de la Restauració.
A penes un any abans de Per la nostra música (1891), Pedrell va confessar en un article publicat en La Il·lustració Musical Hispà-Americana que considerava les cançons d'Álvarez com una espècie d'oasi en el marasme de les "escombraries de saló" del moment, "una espurna de llum entre la boira del mal gust". Per part seva, Antonio Peña i Goñia firmava en un article publicat en la Crònica de la Música (1879) que l'obra d'Álvarez suposava l'antítesi dels "embornals antimusicals de Do Op", en referència a l'obra d'Antonio de la Creu.
Segons Francesc Gras i Elies (escriptor i poeta català), Álvarez va compondre més de tres-centes cançons, catorze d'elles sobre textos del citat poeta. No obstant això Joaquim Pena i Costa i Higini Anglès afirmen que van ser solament unes cent. S'ha catalogat aproximadament un centenar d'obres per a cant i piano d'aquest compositor.
També va realitzar diverses incursions en el gènere sacre, entre les quals cal destacar el seu Stabat Mater (compost en 1866) i un Ocell María.
Un altre gènere important en la seva obra va ser la composició per a piano sol. Josep Subirá informava que Álvarez era un excel·lent pianista. Les seves obres per a piano són essencialment balls: polques, masurques i valsos de saló.
Segons Celsa Alonso, un primer aspecte a tenir en compte és el protagonisme del piano, que en l'obra d'Álvarez es converteix en un element de primer ordre. La musicòloga és de l'opinió que les seves cançons tenen una personalitat definida a títol individual, ja que va ser capaç de no circumscriure's únicament a un tipus de sonoritat populista, sinó que va absorbir igualment la delicadesa i intimisme de la romança francesa i el lied alemany.
Cal destacar les següents composicions:
- Margarita, òpera.
- El metge a bastonades, adaptació d'una obra de Charles Gounod.
- Obertura capritx.
- Els ulls negres, cançó de saló. Va ser la seva primera publicació, en la revista La Il·lustració Musical Hispà-Americana.
- No tornaran, cançó de saló (1873), basada en la rima Las golondrinas de Bécquer, destacada per Felip Pedrell.
- La partida, cançó de saló, peça obligada dels recitals de cant fins a la guerra civil en 1936.